# Yona Elian
 (septembre 2019).
Si vous disposez d'ouvrages ou d'articles de référence ou si vous connaissez des sites web de qualité traitant du thème abordé ici, merci de compléter l'article en donnant les références utiles à sa vérifiabilité et en les liant à la section « Notes et références ».
 (janvier 2021).
Le contenu est difficilement compréhensible vu les erreurs de traduction, qui sont peut-être dues à l'utilisation d'un logiciel de traduction automatique.

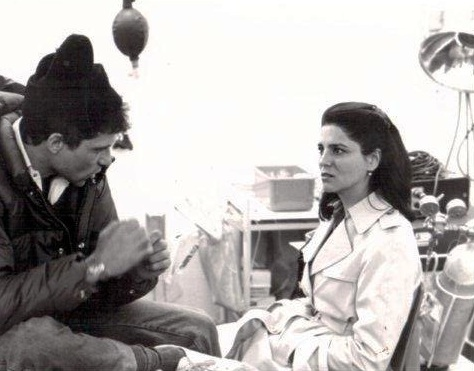
Yona Elian et Riki Shelach Nissimoff sur le tournage du film The Last Winter en mars 1982.

Yona Elian-Keshet, née le 31 mars 1950 sous le nom de Yona Glitsky, est une actrice de théâtre, de cinéma et de télévision israélienne, lauréate du prix du théâtre israélien.
En outre, elle s'implique dans les cérémonies du prix Israël et du Jour commémoratif.

## Biographie

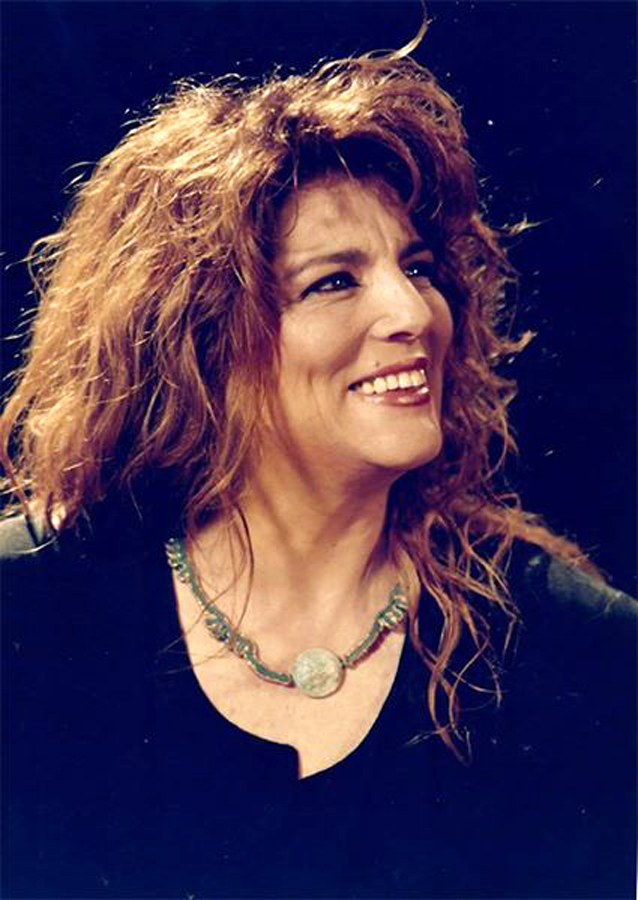
Yona Elian au début des années 1990.

Elian a grandi à Jaffa, son père était un survivant de l'Holocauste. Elle a témoigné du fait qu'elle appartenait à une génération qui avait d'abord tenté de se débarrasser de son héritage diasporique : 

« J'avais honte que mes parents parlent le yiddish. C'était considéré comme un véritable exil, quelque chose qui devrait être caché. C'était un appel à l'Holocauste, aux victimes. Pour eux c’est une grande injustice d'avoir honte de leur histoire.  »

Elle a fait ses études secondaires à Urban Z, à l'université de Tel-Aviv où elle a étudié le théâtre et la psychologie.
Un an après avoir obtenu son diplôme universitaire, en 1971, elle a joué dans une pièce de théâtre, Biography, présentée au théâtre Cameri. Son premier grand coup d'éclat fut un an plus tard, dans le film Nurit du réalisateur George Ovadia, aux côtés de Sassi Keshet, qu'elle épousa plus tard.
Elian a joué dans de nombreuses pièces aux théâtre Cameri, au théâtre Habima, au Haifa Theatre, au théâtre Be'er Sheva et du nouveau millénaire[incompréhensible]. Elle comptait parmi la troupe du Beit Lessin Theater. Elle a collaboré sur scène avec l'acteur Sasson Gabai et le dramaturge Goren Agmon. Elle a également apporté avec son mari, Sassi Keshet, le programme d'animation La nostalgie n'est pas ce qu'elle était.
Dans les années 1970 et 1980, Elian était également considérée comme une star du cinéma israélien. Elle a joué dans les films The Other Side, Nurit, The Jerusalem File, My Name is Shmill, Three and One, Be Good Salomonico, Diamonds, 60th Street, Beauty of Trouble!, Let's Blow A Millon, The Last Winter, Kassah, כסאח, Lend Me Your Wife, The Italians Are Coming, Dream Square, etc.
Pour la télévision elle a participé au programme Trois Quatre Cinq et demi (où elle a joué aux côtés de son mari Sassi Keshet), et dirigé le magazine Quelque chose des films, Style et l'émission du matin de Tel-Ad. Elle a également joué dans les séries télévisées Kastner, The Other Woman, Yarkon Space, Zinzana et Bad Girls et en 2011 dans la série Points d'interrogation.
En 2011, elle a participé au film Footnote et la série télévisée Sabri Maranan. En 2008, Elian et son mari, Sassi Keshet, ont publié un DVD pour enfants intitulé Yona and Shashi et Panda et demi, entièrement consacré aux œuvres de Haïm Nahman Bialik.
Fin 2017, une émission de divertissement intitulée Still Married? sort sous la direction musicale de son fils Ariel. Dans celle-ci, elle apparaît avec son mari, Sassi Keshet, à l'occasion de leur 45e anniversaire de mariage.

### Famille
En 1972, lors du tournage du film Nurit, Allian rencontre Sissi Keshet. Ils se marient un an plus tard. Ils ont deux enfants et vivent dans le quartier Ramat Aviv à Tel Aviv. Leur fils, Ariel Keshet-Elian, est musicien et producteur de musique. Il a joué quelque temps du clavier dans le groupe Sweet Peanut Circus, et est maintenant membre du groupe Paul Tranck et partenaire du chanteur Gal de Paz. Sa fille, May Rainbow, est actrice.

## Théâtre
- הן לא תקחהו עמך
- אם הבית
- יתוש בראש
- חלום ליל קיץ
- הלילה השנים עשר
- חתונת הדמים
- פירוד זמני
- מורה שיגעון
- מעגל הגיר הקווקזי
- טרטיף
- פילומנה
- ביאנקה
- זוג פתוח
- הזוג המוזר
- מי מפחד מווירג'יניה וולף
- קול קטן
- תשוקה
- שיינדלה
- הפרדס
- פלדה
- עלמה ורות
- מירל'ה אפרת
- בית מרקחת שטרן בלום
- ביבר הזכוכית
- הקומה השלישית

## Filmographie
- 1972 : Nurit (en)